# La casa del dottor Gachet a Auvers
La casa del dottor Gachet a Auvers è un dipinto a olio su tela (46x38 cm) realizzato tra il 1872 e il 1873 dal pittore francese Paul Cézanne.
È conservato nel Museo d'Orsay di Parigi.
Il dipinto ritrae uno scorcio di paese di Auvers, dal quale emerge la casa del dottor Paul-Ferdinand Gachet, amico di Cézanne ed estimatore d'arte moderna, il primo ad acquistare alcune opere dell'artista. Aveva ospitato Cézanne dalla fine del 1872 alla primavera del 1874, periodo durante il quale aveva dipinto all'aria aperta sotto la guida del suo mentore Camille Pisarro.